# VSK Aarhus (piłka nożna kobiet)
VSK Aarhus – duński klub piłki nożnej kobiet, mający siedzibę w mieście Aarhus, w środkowej części kraju. Od sezonu 2017/18 do 2019/20 występował w rozgrywkach Kvindeligaen.

## Historia
Chronologia nazw:
- 2017: VSK Aarhus – po fuzji klubów Vejlby IK i IK Skovbakken
- 2020: klub rozwiązano – po fuzji z IF Lyseng i AGF

Kobieca drużyna piłkarska VSK Aarhus została założona w Aarhusie w lipcu 2017 roku w wyniku dołączenia kobiecej sekcji IK Skovbakken do klubu VSK Aarhus. Pierwotnie klub był połączeniem męskiej sekcji piłkarskiej IK Skovbakken Fodbold oraz kobiecej i męskiej sekcji piłkarskiej Vejlby IK, który został powołany na kolejnym walnym zgromadzeniu założycielskim 1 lipca 2016 roku. W lipcu 2017 roku połączył się również kobiecy dział piłki nożnej IK Skovbakken Fodbold. Oddziały piłkarskie stowarzyszeń założycielskich klubów przestały istnieć.
W sezonie 2017/18 drużyna startowała w rozgrywkach Kvindeligaen, zastępując w lidze poprzednika IK Skovbakken Fodbold. W debiutowym sezonie zespół zajął 5.miejsce w mistrzostwach kraju. W sezonie 2018/19 awansował na trzecie miejsce w tabeli.
Kiedy najstarszy miejski klub AGF zaczął stawiać na kobiecą piłkę nożną, w 2020 roku nastąpiło połączenia sił z klubami IF Lyseng i VSK, tworząc elitarną drużynę AGF, drużyna ta przejęła miejsce VSK w Kvindeligaen.

## Barwy klubowe, strój, herb, hymn
|  |  |

Klub ma barwy biało-niebieskie. Piłkarki domowe spotkania zazwyczaj grają w niebieskich koszulkach, niebieskich spodenkach oraz białych getrach.

## Sukcesy

### Trofea międzynarodowe
Klub nigdy nie zakwalifikował się do rozgrywek europejskich.

### Trofea krajowe
| \| \| Zdobyte trofea w rozgrywkach Danii (stan na: 31-05-2023) \| |                                                          |      |                  |
| Rozgrywki                                                         | Osiągnięcie                                              | Razy | Sezon(y)         |
| Mistrzostwo                                                       | I miejsce                                                | 0    |                  |
| Mistrzostwo                                                       | II miejsce                                               | 0    |                  |
| Mistrzostwo                                                       | III miejsce                                              | 1    | 2018/19          |
| Puchar                                                            | zdobywca                                                 | 0    |                  |
| Puchar                                                            | finalista                                                | 0    |                  |
| Puchar                                                            | półfinalista                                             | 2    | 2017/18, 2018/19 |
| II liga                                                           | I miejsce                                                | 0    |                  |
| II liga                                                           | II miejsce                                               | 0    |                  |
| II liga                                                           | III miejsce                                              | 0    |                  |
| Dania                                                             | Zdobyte trofea w rozgrywkach Danii (stan na: 31-05-2023) |      |                  |

## Poszczególne sezony

### Rozgrywki międzynarodowe

#### Europejskie puchary
Nie uczestniczył w rozgrywkach europejskich.

### Rozgrywki krajowe
| \| Dania \| Bilans występów klubu w rozgrywkach piłkarskich Danii (Stan na 31 maja 2023 r.) \| \| |                                                                                 |        |       |   |   |   |    |    |     |           |        |        |      |
| Poziom                                                                                            | Rozgrywki                                                                       | Sezony | Mecze | Z | R | P | B+ | B– | Pkt | Lata      | Awanse | Spadki | Naj. |
| I                                                                                                 | Kvindeligaen                                                                    | 3      |       |   |   |   |    |    |     | 2017–2020 | 0      | 0      | 3    |
| II                                                                                                | 1. Division                                                                     | 0      |       |   |   |   |    |    |     |           |        |        |      |
|                                                                                                   | Puchar Danii                                                                    | 3      |       |   |   |   |    |    |     | 2017–2020 | 0      | 0      | 1/2  |
| Dania                                                                                             | Bilans występów klubu w rozgrywkach piłkarskich Danii (Stan na 31 maja 2023 r.) |        |       |   |   |   |    |    |     |           |        |        |      |

## Piłkarki, trenerzy, prezydenci i właściciele klubu

### Trenerzy
- 2017–2018:  Niels Vinther
- 2018–2019:  Hans Paarup
- 2020:  Anders Nim

## Struktura klubu

### Stadion
Drużyna rozgrywała swoje mecze domowe na boisku Vejlby/Risskov Centret, który może pomieścić 5.000 widzów.

## Kibice i rywalizacja z innymi klubami

### Derby
- IF Lyseng